# Iridopsis rufisparsa
Iridopsis rufisparsa là một loài bướm đêm trong họ Geometridae.